# Стефан (Біляк)
Архієпископ Стефан (в миру Степан Михайлович Біляк; 17 серпня 1917 — 10 листопада 2006) — релігійний та громадський діяч української діаспори. Архієпископ Бориспільський, вікарій парафій Української православної церкви Київського патріархату в США і Канаді. Почесний член Головного уряду УНСоюзу.

## Життєпис
Народився 17 серпня 1917 року в Ужгороді в родині побожних батьків Михайла й Марії, з роду Галик. Учитися почав у народній школі (1923—1927); в реальній гімназії в Ужгороді, а закінчив середню освіту в Мукачеві в 1935 році. Богословську освіту здобув у духовних семінаріях в Ужгороді і Мукачеві (на Чернечій Горі), роки 1935—1939: останні іспити зложив перед Богословською православною іспитовою комісією у Варшаві.
Священничі свячення одержав 3 жовтня 1943 року в православній катедрі св. Марії Магдалини у Варшаві. Його святителем був Митрополит Діонісій (Валедииський). Зараз же після одержання Св. Тайни священства Владика Діонісій призначив о. Стефана Біляка помічником настоятеля Української православної церкви св. Архистратіга Михаїла в Берліні, Німеччина. На тому становищі був аж до закінчення Другої світової війни до 1945 року.
Незадовго перед падінням Берліна о. Стефан Біляк разом з родиною (пані-маткою Оленою і дочкою Іриною) переїхали до Ґосляру (Ґрац), де він організував українську православну парафію св. Миколая, шо мала 500 родин (переважно переміщених осіб) у своєму складі. Рік пізніше парафія ліквідувалася з огляду на близькість радянської Червоної армії, а всі її члени переселилися до інших західних місцевостей.
У 1946 році Митрополит Полікарп призначив його викладачем релігії до гімназії в Галендорфі, де він, крім того, викладав і латинську мову. В 1947 році переселився до Вестфалії, в місто Райне, заклавши велику православну парафію. Крім настоятельських обов'язків, працював учителем релігії та історії в народній школі і таборовій гімназії. У грудні 1949 року виїхав до США. Митрополит Іоан Теодорович призначив його настоятелем парафії в місті Джонс (Оклахома). Не минуло й року, як стараннями парафіян, тут було закладено нову церкву.
Протягом наступних шести років був настоятелем церкви Св. Архистратига Михаїла в Міннеаполісі. Потім за власним бажанням і за згодою Консисторії, він був призначений настоятелем парафії у Вунсокет, Род-Айланд, а згодом — Пассейка, Нью-Джерсі. У листопаді 1963 року, на запрошення уряду української православної катедри св. Володимира у Філядельфії, Пенсильванія, Консисторія УПЦ в ЗСА, з благословення Митрополита Іоана, призначила о. Степана Біляка настоятелем Митрополичої катедри св. Володимира, де він працював понад 18 років аж до часу вибрання його головою Консисторії УПЦ в ЗСА 30 травня 1981 року. Найбільшим його досягненням тут стало спорудження кафедри та будинку для священика. За довголітню працю (понад двадцять років) на ниві Божій Митрополитом Іоаном був нагороджений Митрою, а невдовзі — саном протопресвітера.
На Соборі УАПЦ 1981 року протопресвітера Стефана Біляка було обрано головою Консисторії. Протягом десяти років, крім парафіяльної праці, він виконував обов'язки заступника голови Консисторії, був членом Митрополичої Ради, очолював філадельфійський деканат, був духовним дорадником Української Православної Ліги. Отець Степан Біляк був також довголітнім проповідником «Голосу Америки» в українських передачах, що несли Слово Боже нашому народові тоді, коли воно було заборонено. Протопресвітер Степан довгий час працював членом головної Контрольної комісії Українського Народного Союзу, членом різних акцій з допомоги Україні тощо.
1983 року очолив парафію Св. Миколая в Маямі, де він разом із вірними переборов усі труднощі побудови нового Храму Божого (для нього це вже третього).
17 грудня 1998 року підтверджений настоятелем парафії Святого Миколая м. Купер Ситі, Флорида, США.
24 листопада 1999 року на прохання протопресвітера звільняється з посади настоятеля парафії Святого Миколая м. Купер Ситі, Флорида, США і призначається почесним настоятелем цієї парафії.
Перейшов з УАПЦ в УПЦ КП. 11 квітня 2002 року був обраний Священним синодом УПЦ Київського патріархату єпископом Бориспільським. 17 травня 2002 року постригається в ієромонахи з ім'ям Степан. 18 травня 2002 року в церкві святителя Миколая міста Купер Ситі штату Флорида США відбулось наречення ієромонаха Степана (Біляка), яке вчинили Патріарх УПЦ КП Філарет (Денисенко), єпископ Переяслав-Хмельницький Димитрій (Рудюк) та єпископ Уманський Олександр (Биковець). 19 травня 2002 року тими ж ієрархами здійснена хіротонія ієромонаха Степана (Біляка) на єпископа Бориспільського.
20 травня 2002 року призначається керуючим Українського православного вікаріату УПЦ Київського патріархату в США і Канаді.
Помер 10 листопада 2006 року у США на 89-му році життя у Парсипані, Нью-Джерсі.